# Euryphura congoensis
Euryphura congoensis är en fjärilsart som beskrevs av James John Joicey och Talbot 1921. Euryphura congoensis ingår i släktet Euryphura och familjen praktfjärilar. Inga underarter finns listade i Catalogue of Life.